# Maurice Moucheraud
Maurice Moucheraud (* 28. Juli 1933 in Potangis; † 13. Januar 2020 ebenda) war ein französischer Radrennfahrer und Olympiasieger im Radsport.

## Sportliche Laufbahn
Seinen größten sportlichen Erfolg hatte er bei den Olympischen Sommerspielen 1956 in Melbourne. Dort gewann er mit René Abadie, Michel Vermeulin und Arnaud Geyre die Goldmedaille in der Mannschaftswertung. Im olympischen Einzelrennen wurde er beim Sieg von Ercole Baldini auf dem 8. Platz klassiert. 1955 wurde er hinter André Darrigade Zweiter der französischen Meisterschaft im Straßenrennen der Amateure.
Von 1957 bis 1962 war er als Berufsfahrer aktiv. Ein Etappensieg 1957 in der Tour de l’Oise war sein bedeutendster Erfolg als Profi.